# Onega (flod)

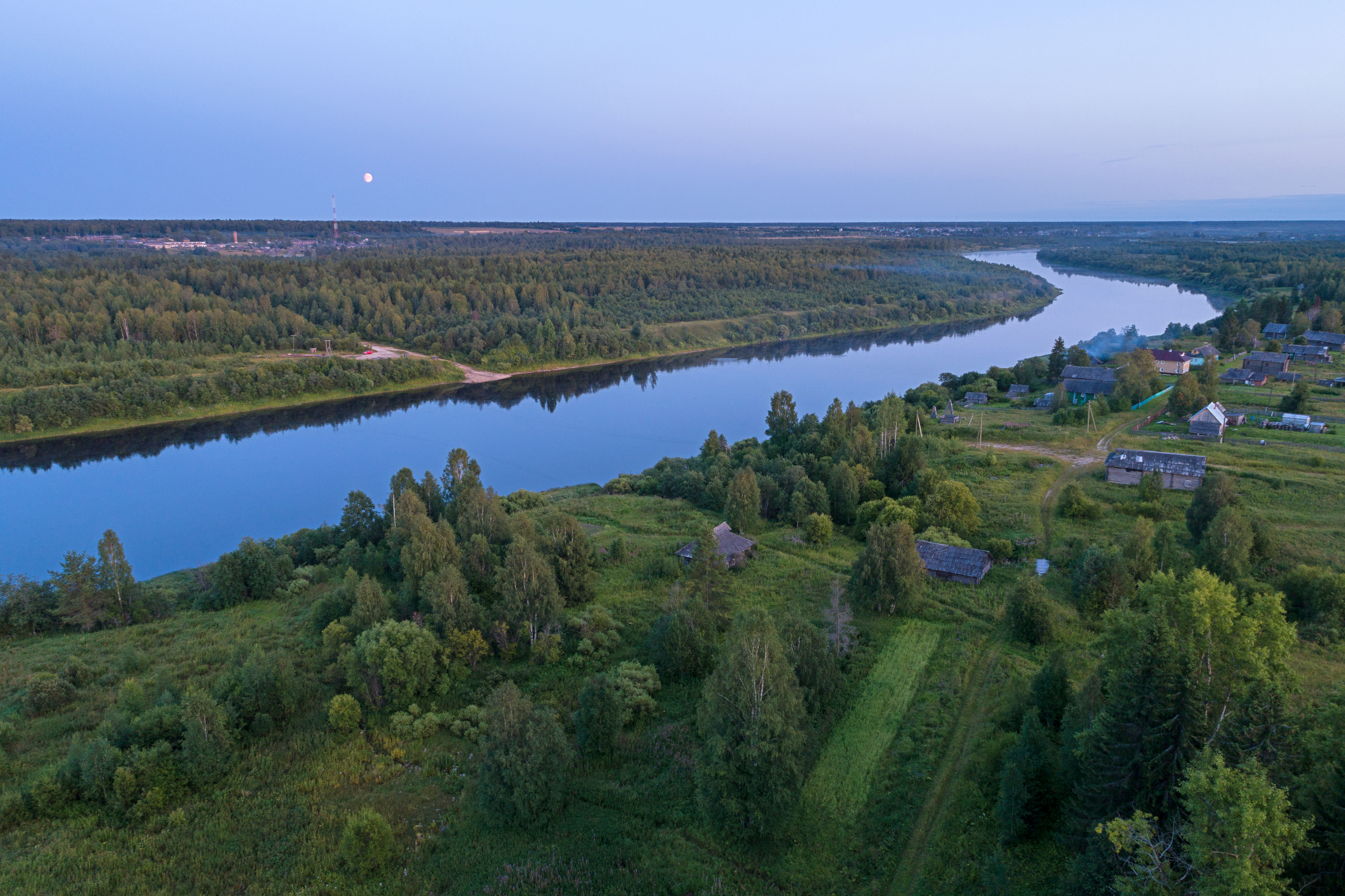
Onega floden

Onega (ryska: Оне́га) är en 416 km lång flod i Ryssland. Den rinner upp i sjön Lacha och löper ut i Onegabukten i Vita havet. 75 kilometer från utloppet delar den sig i Lilla Onega och Stora Onega. Dessa flöden möts igen före kusten, och därigenom har en stor ö skapats. Floden fryser normalt mellan sena oktober och tidiga december, och isen går igen i mitten av april eller i maj. Städerna Kargopol och Onega ligger vid floden.